# Correcció d'errors quàntics
La correcció d'errors quàntics s'usa en computació quàntica per protegir la informació quàntica d'errors deguts, per exemple, a la decoherència. La correcció d'errors quàntics és essencial si es vol aconseguir una computació quàntica a prova d'errors, això és, que es puga desenvolupar en condicions realistes. Experimentalment no només es troba decoherència en la informació quàntica emmagatzemada, sinó també defectes en les portes lògiques quàntiques, en la preparació de l'estat quàntic inicial, i en la mesura.
La detecció i correcció d'errors clàssica es basa en la redundància: codificar un bit en forma de diversos bits. La forma més senzilla de corregir errors és emmagatzemar la informació diverses vegades, i si es troba que algunes de les còpies no coincideixen, prendre com a correcte el valor més repetit i descartar els que es desviïn. Aquest codi de repetició suposa que la probabilitat d'error p de cada bit és independent (i petita). D'aquesta forma, si s'han preparat tres còpies d'un bit, la probabilitat que es produeixi un error en un sol bit corregible és de l'ordre de p, enfront d'una probabilitat aproximadament de p² que es produeixi un error en dos bits.
La còpia d'informació quàntica no és possible, com demostra el teorema de no clonació. Això va semblar presentar un obstacle per a la formulació d'una teoria quàntica de correcció d'errors. No obstant això, es va trobar que és possible repartir la informació d'un qubit lògic en un estat altament entrellaçat de diversos qubits físics. Peter Shor va ser el primer a descobrir aquest mètode i va formular un codi quàntic de correcció emmagatzemant la informació d'un qubit en un estat altament entrellaçat de nou qubits.
La correcció d'errors clàssica es basa en la mesura de síndromes per diagnosticar quin error està afectant a un estat codificat. Una vegada diagnosticat, es reverteix l'error aplicant una operació de correcció adequada per a aquesta síndrome. La correcció d'errors quàntica també pot emprar mesures de síndromes, que indica si un qubit ha estat afectat i, si és així, quin d'ells. Més encara, és possible determinar en quina forma ha estat afectat, de un petit conjunt de formes possibles. La mesura quàntica de la síndrome dona tota la informació possible sobre l'error que ha ocorregut, però gens sobre el valor està emmagatzemat en el qubit lògic; d'una altra forma, la mesura destruiria qualsevol superposició quàntica del qubit lògic, i l'entrellaçament amb uns altres qubits.

## Codi d'inversió del bit
És un anàleg quàntic als codis de repetició clàssics, i es basa en l'entrellaçament i la mesura de síndromes. Siga un qubit {\displaystyle |\psi \rangle =\alpha _{0}|0\rangle +\alpha _{1}|1\rangle } amb valor arbitrari. El primer pas del codi és entrellaçar el qubit amb altres dos, en estat inicial {\displaystyle |0\rangle }, mitjançant dues portes lògiques quàntiques CNOT. El resultat és, el producte tensorial de tres qubits.{\displaystyle |\psi '\rangle =\alpha _{0}|000\rangle +\alpha _{1}|111\rangle .}

Circuit quàntic del codi d'inversió del bit

Supose's que aquests qubits travessen un canal {\displaystyle E_{\text{bit}}}on ocorre com a molt la inversió d'un bit, això és,{\displaystyle |0\rangle \rightarrow |1\rangle } o{\displaystyle |1\rangle \rightarrow |0\rangle }. Si el qubit afectat fos el primer, el resultat seria .{\displaystyle |\psi '_{r}\rangle =\alpha _{0}|100\rangle +\alpha _{1}|011\rangle }
El diagnòstic de la síndrome es pot dur a terme mitjançant quatre operadors projecció:
{\displaystyle P_{0}=|000\rangle \langle 000|+|111\rangle \langle 111|}
{\displaystyle P_{1}=|100\rangle \langle 100|+|011\rangle \langle 011|}
{\displaystyle P_{2}=|010\rangle \langle 010|+|101\rangle \langle 101|}
{\displaystyle P_{3}=|001\rangle \langle 001|+|110\rangle \langle 110|}
Es pot obtenir:
{\displaystyle \langle \psi '_{r}|P_{0}|\psi '_{r}\rangle =0}
{\displaystyle \langle \psi '_{r}|P_{1}|\psi '_{r}\rangle =1}
{\displaystyle \langle \psi '_{r}|P_{2}|\psi '_{r}\rangle =0}
{\displaystyle \langle \psi '_{r}|P_{3}|\psi '_{r}\rangle =0}
D'aquesta forma, en aquest exemple seria possible determinar que la síndrome d'error correspon a {\displaystyle P_{1}}, i corregir-lo mantenint la superposició quàntica del qubit original.

## Codi d'inversió del signe

Circuit quàntic del codi d'inversió del signe

En un registre de bits clàssics l'únic error possible és la inversió dels bits, però en un registre de qubits, que pot estar en qualsevol superposició coherent d'estats, també és possible la inversió del signe relatiu entre {\displaystyle |0\rangle } i {\displaystyle |1\rangle }. Per exemple, un qubit en l'estat {\displaystyle |-\rangle =(|0\rangle -|1\rangle )/{\sqrt {2}}} pot sofrir una inversió de signe i passar a {\displaystyle |+\rangle =(|0\rangle +|1\rangle )/{\sqrt {2}}.}
Com en el cas anterior, el codi comença amb el canvi de l'estat original del qubit:
{\displaystyle |\psi \rangle =\alpha _{0}|+\rangle +\alpha _{1}|-\rangle }
a l'estat codificat
{\displaystyle |\psi '\rangle =\alpha _{0}|+++\rangle +\alpha _{1}|---\rangle .}
A continuació s'aplica una porta de Hadamard, que es pot veure com un canvi de base en el qual la inversió del bit es transforma en inversió del signe i viceversa. Després de l'error, es desfà la porta de Hadamard i es completa el codi exactament com en el cas anterior.

## El codi de Shor
El canal d'error pot induir una inversió en el bit, en el signe, o en tots dos. És possible corregir els dos tipus d'errors amb un únic codi, i això és el que fa el codi de Shor.

Circuit quàntic del codi de Shor

Siga {\displaystyle E} un canal quàntic que pot afectar un qubit de forma arbitrària. El primer, quart i setè qubit funcionen com a codi per corregir la inversió del signe, mentre que els tres grups (1,2,3), (4,5,6), i (7,8,9) corregeixen la inversió del bit. Amb el codi de Shor, un estat {\displaystyle |\psi \rangle =\alpha _{0}|0\rangle +\alpha _{1}|1\rangle } es transforma en un producte de 9 qubits {\displaystyle |\psi '\rangle =\alpha _{0}|0_{S}\rangle +\alpha _{1}|1_{S}\rangle } on
{\displaystyle |0_{S}\rangle ={\frac {1}{2{\sqrt {2}}}}(|000\rangle +|111\rangle )\otimes (|000\rangle +|111\rangle )\otimes (|000\rangle +|111\rangle )}
{\displaystyle |1_{S}\rangle ={\frac {1}{2{\sqrt {2}}}}(|000\rangle -|111\rangle )\otimes (|000\rangle -|111\rangle )\otimes (|000\rangle -|111\rangle )}
Si un qubit sofreix una inversió de bit, l'anàlisi de la síndrome es realitza en els estats (1,2,3), (4,5,6) i (7,8,9) i l'error es corregeix.
Si els tres grups d'inversió del bit (1,2,3), (4,5,6) i (7,8,9) es consideren com tres inputs, el codi de Shor es redueix a un codi d'inversió del signe.
El codi de Shor també pot corregir errors arbitraris en un sol qubit. Si un error es modela com una transformació unitària U, actuant sobre un qubit {\displaystyle |\psi \rangle }, {\displaystyle U} es pot descriure com
{\displaystyle U=c_{0}I+c_{1}\sigma _{x}+c_{2}\sigma _{y}+c_{3}\sigma _{z}}
on {\displaystyle c_{0}}, {\displaystyle c_{1}}, {\displaystyle c_{2}} i {\displaystyle c_{3}} són constants complexes, I és la identitat, i les matrius de Pauli venen donades per 
{\displaystyle \sigma _{x}={\biggl (}{\begin{matrix}0&1\\1&0\end{matrix}}{\biggr )};}
{\displaystyle \sigma _{y}={\biggl (}{\begin{matrix}0&-i\\i&0\end{matrix}}{\biggr )};}
{\displaystyle \sigma _{z}={\biggl (}{\begin{matrix}1&0\\0&-1\end{matrix}}{\biggr )}}
Si U és igual a I, no ha ocorregut un error. Si {\displaystyle U=\sigma _{x}}, ha ocorregut una inversió del bit. Si {\displaystyle U=\sigma _{z}}, ha ocorregut una inversió del signe. Si {\displaystyle U=i\sigma _{y}} han ocorregut una inversió de bit i una de signe. De la linialitat se segueix que el codi de Shor pot corregir errors arbitraris que afectin només a un qubit.

## Codis generals
En general, un codi quàntic per a un canal quàntic {\displaystyle {\mathcal {E}}} és un subespai {\displaystyle {\mathcal {C}}\subseteq {\mathcal {H}}}, on {\displaystyle {\mathcal {H}}} és l'espai de Hilbert, tal que existeix un altre canal quàntic {\displaystyle {\mathcal {R}}} que compleix
{\displaystyle ({\mathcal {R}}\circ {\mathcal {E}})(\rho )=\rho \quad \forall \rho =P_{\mathcal {C}}\rho P_{\mathcal {C}},}
on {\displaystyle P_{\mathcal {C}}} és la projecció ortogonal sobre {\displaystyle {\mathcal {C}}}. Aquí {\displaystyle {\mathcal {R}}} és l'operació de correcció.

## Models
Amb el temps, diferents investigadors han dissenyat una sèrie de codis:
- El codi de 9 qubits de Peter Shor que es detalla a dalt.
- Andrew Steane va trobar un codi que aconsegueix el mateix resultat emprant 7 qubits en lloc de 9.
- Raymond Laflamme va trobar una classe de codis de 5 qubits amb la mateixa funció, i que també tenen la propietat de ser a prova d'errors.
- Una generalització d'aquest últim concepte són els anomenats codis CSS, per les sigles dels seus inventors: A. R. Calderbank, Peter Shor i Andrew Steane. D'acord amb el límit de Hamming, la correcció d'errors arbitraris d'un qubit exigeix un mínim de 5 qubits.
- Una classe més general de codi, que inclou a l'anterior, són els codis estabilitzadors descoberts per Daniel Gottesman (), i per a. R. Calderbank, Eric Rains, Peter Shor, i N. J. A. Sloane (, ); aquests són els anomenats codis additius.
- Una idea més recent és la dels codis quàntics topològics, per a la computació quàntica topològica.

El teorema del límit de Michael Ben-Or i Dorit Aharonov és el que afirma que és possible corregir tot tipus d'errors si s'aplica de forma reiterada la correcció d'errors quàntica, sempre que la taxa d'error de les portes lògiques estiga per sota de cert límit; si està per damunt, les operacions per corregir errors introdueixen més errors dels què corregeixen. Aquest límit estava originalment en un error per cada 10.000 a 100.000 operacions, però actualment hom pensa que el límit pot aconseguir valors fins a del 1-3 %, sempre que hi haja un nombre suficient de qubits.

## Realització experimental
Hi ha diversos exemples de codis basats en CSS que s'han dut a terme experimentalment. El primer cas va ser amb qubits de tipus RMN. Més tard, s'han realitzat demostracions amb òptica lineal, paranys d'ions, i qubits superconductors (transmon).
S'han implementat altres codis de correcció d'errors quàntics, com els que tenen com a objectiu corregir la pèrdua de fotons, que és la font dominant d'errors en l'esquema de qubits fotònics.